# Miia Sillman
Miia Emilia Sillman (* 3. Juni 1995 in Tampere) ist eine finnische Siebenkämpferin.

## Sportliche Laufbahn
Erste internationale Erfahrungen sammelte Miia Sillman 2015 bei den U23-Europameisterschaften in Tallinn, bei denen sie mit 5540 Punkten den neunten Platz belegte. Zwei Jahre später nahm sie erneut an den U23-Europameisterschaften in Bydgoszcz teil, musste ihren Wettkampf aber nach drei Disziplinen aufgeben. 2019 siegte sie bei der Sommer-Universiade in Neapel mit neuer Bestleistung von 6209 Punkten.
2018 und 2019 wurde Sillman finnische Hallenmeisterin im Fünfkampf.

## Persönliche Bestleistungen
- Siebenkampf: 6209 Punkte, 12. Juli 2019 in Neapel
  - Fünfkampf (Halle): 4303 Punkte, 3. Februar 2019 in Tallinn